# Tratatul cu privire la Forțele Armate Convenționale în Europa
Tratatul cu privire la Forțele Armate Convenționale în Europa (FACE) semnat de țările Tratatului de la Varșovia și NATO, la 19 noiembrie 1990 la Paris prevede reducerea considerabilă de către ambele părți a forțelor armate și armamentelor și respectarea de către ambele părți a unui oarecare echilibru între Occident și Orient. Tratatul impunea restricții în ceea ce privește echipamentul militar din Europa și prezența forțelor armate în anumite regiuni sau la granițele dintre state. Trataul a întrat în vigoare 9 noiembrie 1992.
Tratatul reglementa balanța forțelor armate, membrilor a celor doua alianțe militare, limitând amplasarea armamentului convențional de-a lungul liniilor de contact intre cele doua organizații militare. În acest fel se elimina o posibilă concentrare forțelor armate ce pot fi folosite pentru un atac spontan. 

## Semnatari
România, Regatul Belgiei, Republica Bulgaria, Canada, Republica Federală Cehă și Slovacă, Regatul Danemarcei, Republica Franceză, Republica Federală Germania, Republica Elenă, Republica Ungară, Republica Irlanda, Republica Italiană, Marele Ducat al Luxemburgului, Regatul Norveg, Republica Polonă, Republica Portugheză, Regatul Spaniei, Republica Turcă, Uniunea Republicilor Sovietice Socialiste, Regatul Unit al Marii Britanii și Irlandei de Nord și Statele Unite ale Americii sunt țările semnatare ale Tratatului FACE.

## Limitări
Conform tratatului, în limite aplicării acestuia ( de la Oceanul Atlantic până la Munții Ural, Râului Ural și Marii Caspice, inclusiv insule) se permitea ambelor grupe de participanți la Tratat se dispună un număr egal de armament și mijloace tehnice militare. Numărul total nu poate depăși:
-40 000 tancuri;
-60 000 blindate;
-40 000 unități de atilerie calibru 100 mm si mai mare;
-13 600 avioanelor de lupta;
- 4 000 elicopterilor de lupta;
Au fost supuși restricției numar de mijloace tehnice militare pe patru sectoare.
Pe flancuri, pentru Tratatul de la Varșovia: Bulgaria, România si URSS (districte militare: Transcaucazian, Leningrad, Nord-Caucazian, Odessa), pentru NATO : Grecia, Islanda, Norvegia și Turcia se permitea amplasarea 4700 tancuri, 5900 blindate și 6000 instalații de artilerie. 

## Obligațiile României
România are dreptul de a deține:
- Tancuri: maxim 1375 de exemplare.
- Vehicule blindate de luptă: maxim 2100 de bucăți.
- Mașini de luptă a infanteriei: maxim 552 de exemplare.
- Piese de artilerie (calibrul mai mare sau egal cu 100 mm): maxim 1475 guri de foc.
- Avioane de luptă: maxim 430 de bucăți.
- Elicoptere de atac: maxim 120 de exemplare.